# Кампобассо
Кампобассо (італ. Campobasso) — місто та муніципалітет в Італії, у регіоні Молізе, столиця провінції Кампобассо.
Кампобассо розташоване на відстані близько 185 км на схід від Рима.
Населення — 49 434 особи (2014).

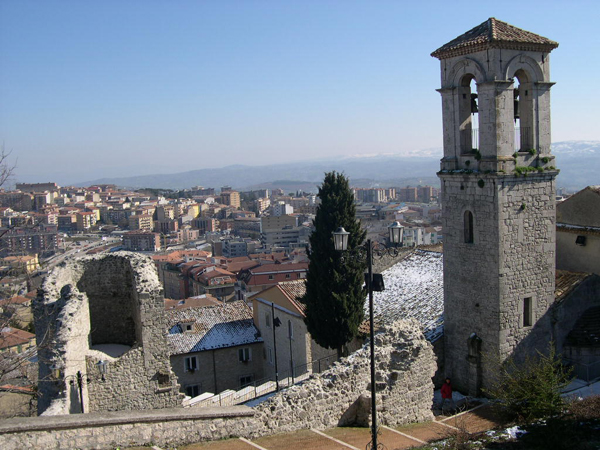
Панорама Кампобассо

Щорічний фестиваль відбувається 23 квітня. Покровитель — святий Юрій.

## Демографія
Населення за роками:

Станом на 31 грудня 2014 року в муніципалітеті офіційно проживало 1439 іноземців з 73 країн, серед них 696 громадян країн Євросоюзу та 147 громадян України.

## Клімат
| CAMPOBASSO                | Місяці | Місяці | Місяці | Місяці | Місяці | Місяці | Місяці | Місяці | Місяці | Місяці | Місяці | Місяці | Пора | Пора | Пора  | Пора  | Рік   |
| CAMPOBASSO                | Січ    | Лют    | Бер    | Кві    | Тра    | Чер    | Лип    | Сер    | Вер    | Жов    | Лис    | Гру    | Зим  | Вес  | Літ   | Осі   | Рік   |
| ------------------------- | ------ | ------ | ------ | ------ | ------ | ------ | ------ | ------ | ------ | ------ | ------ | ------ | ---- | ---- | ----- | ----- | ----- |
| Темп. макс. (°C)          | 6.4    | 7.1    | 9.7    | 13.6   | 18.8   | 22.6   | 26.1   | 25.9   | 22.1   | 16.6   | 11.2   | 7.6    | 7    | 14   | 24.9  | 16.6  | 15.6  |
| Темп. мін. (°C)           | 1.1    | 1.3    | 3.0    | 6.0    | 10.5   | 13.7   | 16.8   | 16.8   | 13.9   | 9.9    | 5.6    | 2.6    | 1.7  | 6.5  | 15.8  | 9.8   | 8.4   |
| Опади (мм)                | 55.2   | 59.5   | 50.3   | 50.9   | 47.8   | 35.7   | 35.2   | 40.2   | 45.6   | 57.8   | 81.0   | 68.3   | 183  | 149  | 111.1 | 184.4 | 627.5 |
| Морозні дні (Tmin ≤ 0 °C) | 12     | 11     | 7      | 1      | 0      | 0      | 0      | 0      | 0      | 0      | 2      | 8      | 31   | 8    | 0     | 2     | 41    |

## Сусідні муніципалітети
- Буссо
- Камподіп'єтра
- Кастропіньяно
- Ферраццано
- Матриче
- Мірабелло-Саннітіко
- Оратіно
- Ріпалімозані
- Сан-Джованні-ін-Гальдо
- Вінк'ятуро

## Галерея зображень

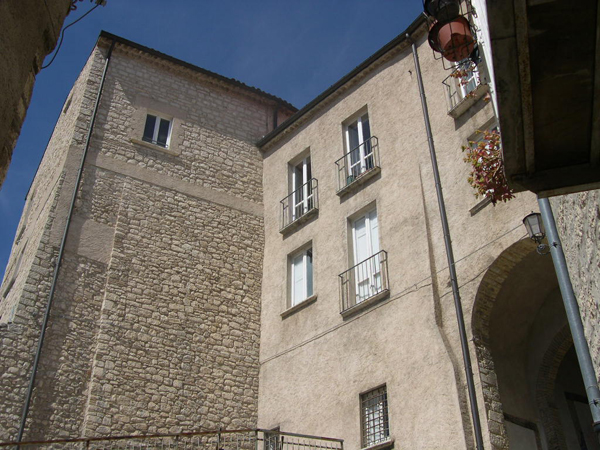
Palazzo Mazzarotta
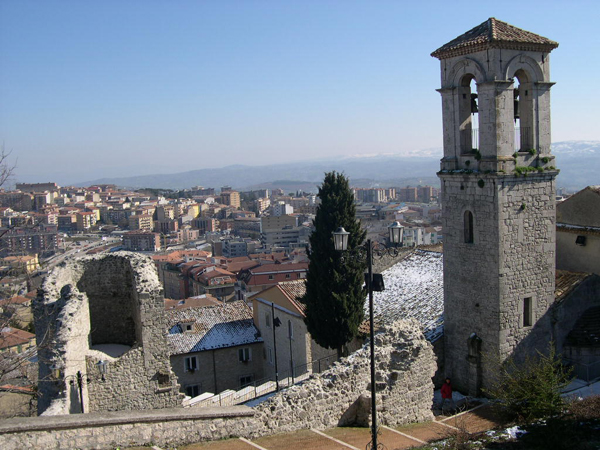
Campanile di San Bartolomeo
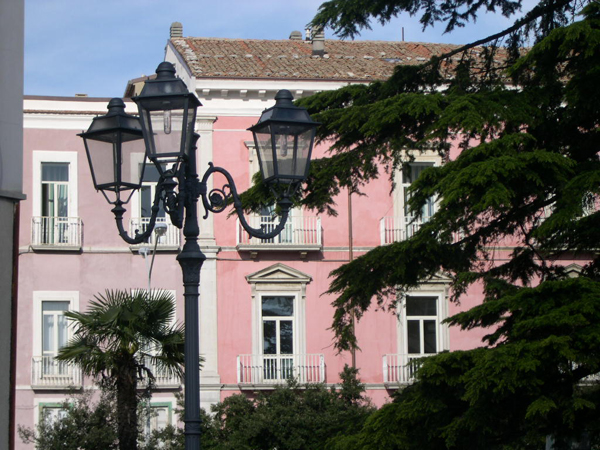
Palazzi nel centro murattiano
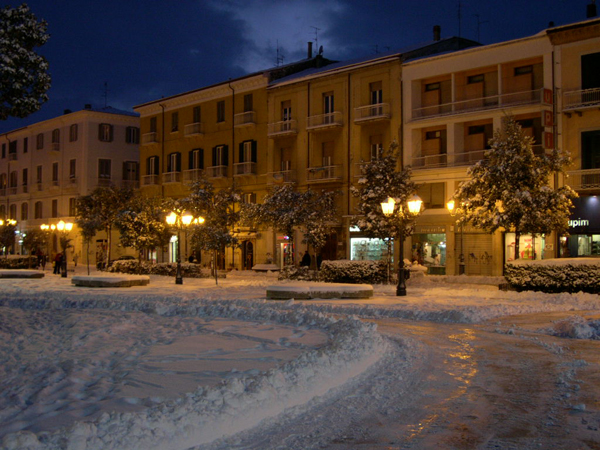
Corso Vittorio Emanuele